# Panzer-Triebwagen 16
Der Panzer-Triebwagen 16 (kurz: Eisb. Pz. Tr. Wg. Nr. 16 oder PT 16) war ein deutsches gepanzertes Triebfahrzeug aus der Zeit des Zweiten Weltkrieges und wurde ab Januar 1944 von der Wehrmacht eingesetzt.

## Geschichte

### SP 42
Im Dezember 1940 hatte die Eisenbahnpionier-Inspektion einen Prototyp des Panzerzug SP 42 (Sofortlösungs-Panzerzug 1942) in Auftrag gegeben. 1942 wurde dafür bei der Berliner Maschinenbau in Wildau eine von Orenstein & Koppel gebaute Diesellokomotive der Baureihe WR 550 D 14 mit der Werksnummer 21304 vollständig gepanzert.
Der neue Panzer aus Stahl mit einer Stärke von 50 mm erwies sich für die vier Achsen als zu schwer, weshalb man an beiden Enden weitere, vierachsige Drehgestelle anbaute. Auf die darüber entstandenen Plattformen wurde je ein 2-cm-Flak-Vierling 38 aufgesetzt.

### Verwendung des Prototyps
Zum Jahresende 1942 war die neue Panzerzuglokomotive fertiggestellt worden, doch das Projekt SP 42 wurde eingestellt. Auf eine Weisung des Oberkommando des Heeres hin, sollte diese gebaute Panzerzuglokomotive als Panzer-Triebwagen genutzt werden. Die endgültige Aufstellung erfolgte aber erst am 27. Januar 1944. Mit der Indienststellung erhielt er die Nummer 16 und lief danach als Panzer-Triebwagen 16 bei der Wehrmacht.

## Technische Beschreibung

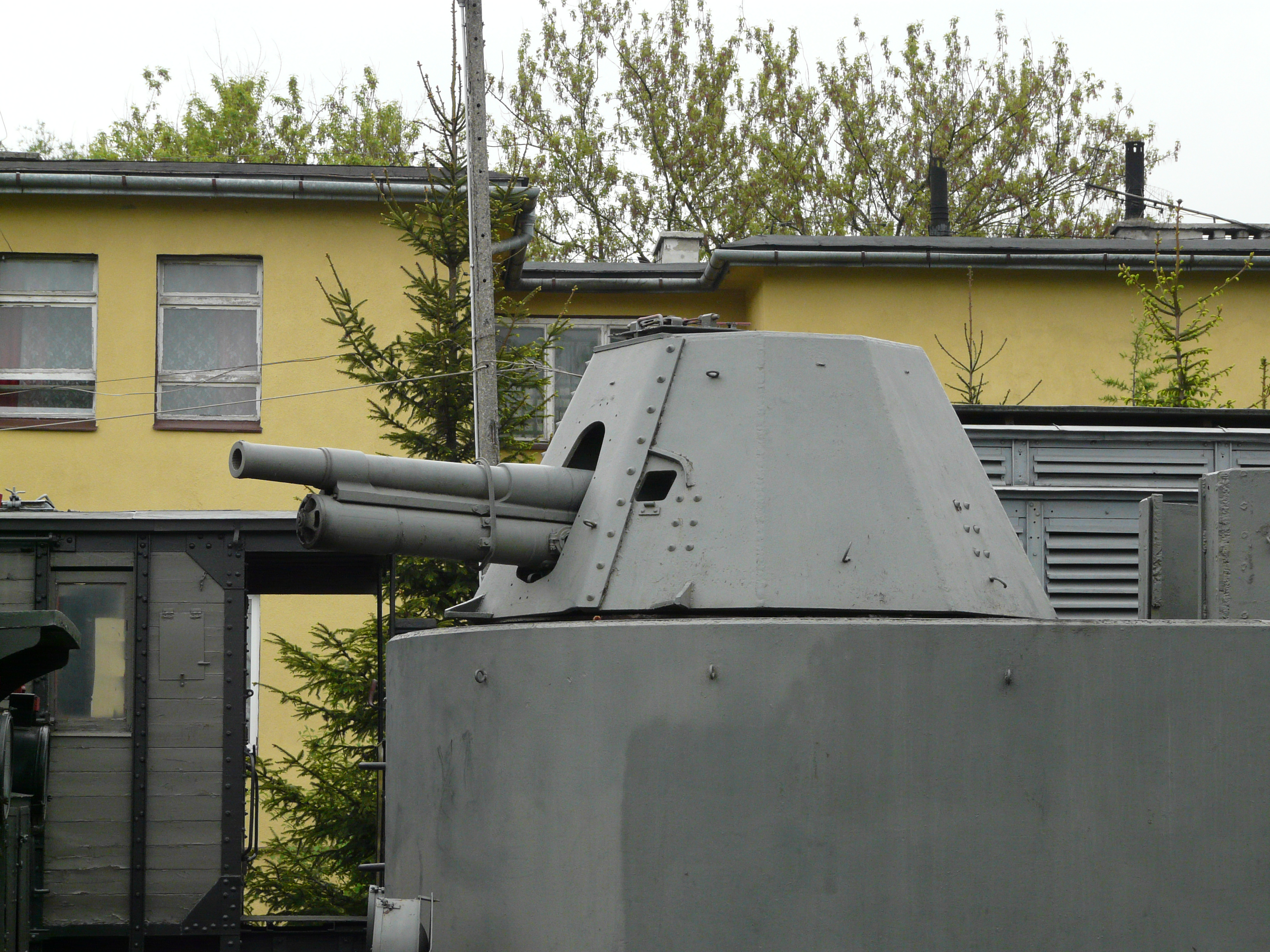
Einer der Geschütztürme mit der 7,62-cm-Feldkanone 295/1 (r)

Die Länge des Panzer-Triebwagen betrug 22,20 m. Die Panzerung bestand aus 50 mm dickem Stahl. Während des Umbaus wurde die Panzerung weiter erhöht und hatte danach eine Gesamtstärke von 100 mm.
Angetrieben wurde der Panzertriebwagen durch einen Dieselmotor von MAN vom Typ W 6 V 30/38. Damit erreichte das Fahrzeug eine Anfahrzugkraft von 107,9 kN. Trotz des hohen Gewichts von 200 t und zweier mitgeführter Panzerjägerwagen erreichte der Panzer-Triebwagen eine Geschwindigkeit von 60 km/h. Die beiden Panzerjägerwagen wurden für den Panzerzug 1 gebaut und hatten sich bereits im Einsatz bewährt.
Der Panzer-Triebwagen Nr. 16 wurde vor der Indienststellung umgebaut. Man entfernte die beiden 2-cm-Flak-Vierling 38 und montierte, wie bei den sowjetischen Kleinpanzerzügen, je einen Geschützturm mit einer 7,62-cm-Feldkanone 295/1 (r) an den Enden. Als weitere Waffen für die Nahverteidigung verfügte der Panzer-Triebwagen über vier leichte Maschinengewehre 34. Die Besatzung war zudem mit acht Gewehren, zehn Pistolen und drei Maschinenpistolen ausgerüstet. Zusätzlich wurden im Wagen 60 Stielhandgranaten und 30 Einhandgranaten mitgeführt.

## Einsatz

### 1944
Im Juni 1944 kam das Fahrzeug erstmals zum Einsatz an die Ostfront. Am 17. Juli erreichte der Panzer-Triebwagen die Frontlinie und sollte umgehend auf das Hilfegesuch des Panzerzug 63 reagieren. Dieser wurde von sowjetischen Panzern angegriffen und vernichtet, bevor der Panzer-Triebwagen ihn erreichen konnte. Durch den Verlust des Panzerzuges wurde der Panzer-Triebwagen 16 dem Panzerzug 11 unterstellt. Auch der zum Panzerzug 63 gehörende Panzer-Triebwagen 18 wurde dem Panzerzug 11 zugeteilt. Noch am gleichen Tag rückten alle Fahrzeuge von Zolkiew nach Norden ab, um sowjetische Truppen zu bekämpfen, die bereits über den Bug vorgerückt waren.
Als die Fahrzeuge Rawa-Ruska erreichten, waren sie von sowjetischen Truppen eingeschlossen. Nach einem Unterstützungsangriff von Stukas, gelang ihnen der Ausbruch nach Norden. Im weiteren Verlauf kam es zu schweren Gefechten bei Zamość. Nachdem die sowjetischen Truppen am 22. Juli über bei Cholm über den Bug gelangten, sollten die Fahrzeuge die Eisenbahnlinie zwischen Lublin und Cholm sperren. Nach einem weiteren Gefecht und der Beschädigung des Panzerzuges, konnten sich die Fahrzeuge am 24. Juli über Lublin hinaus nach Rozwadow absetzten. Nachdem es deutschen Truppen gelang, die Front östlich von Tarnów zu stabilisieren, wurde der Panzerzug 11 abgezogen. Die beiden Panzer-Triebwagen verblieben vor Ort.

### 1945
Als am 12. Januar 1945 die neue große Offensive der sowjetischen Truppen begann, zielte die Hauptstoßrichtung auf die Bahnlinie zwischen Kielce und Tunel. Dazwischen, in der Ortschaft Chęciny, standen der Panzerzug 11 und der Panzerzug 25 mit dem Panzer-Triebwagen 16 und dem Panzer-Triebwagen 18. Am 13. Januar traf die Meldung ein, dass auf der Strecke bei Sobkow sowjetische Panzer gesichtet wurden. Der Panzer-Triebwagen 18 wurde als Aufklärer vorausgeschickt. Nach nur kurzer Zeit kam dieser jedoch mit Treffern und Verlusten unter der Besatzung zurück. Die Besatzung konnte nicht sagen, von wo aus und in welcher Stärke sie beschossen wurden. Daraufhin wurde Panzer-Triebwagen 16 losgeschickt. Während der Fahrt wurde er von Tieffliegern angegriffen und beschleunigte seine Fahrt. Kurz darauf sah die Besatzung von Osten her eine starke Panzergruppierung auf die Bahnstrecke zufahren. Dank der hohen Geschwindigkeit und starken Panzerung konnte der Panzer-Triebwagen 16 nach Süden durchbrechen, die Nida-Brücke (Lage) überqueren und sowjetische Infanterie durch Beschuss in die Flucht schlagen. Nur wenige Minuten später kam ihnen ein fahrplanplanmäßiger Personenzug aus Tunel entgegen, welcher noch rechtzeitig angehalten werden konnte.
Kurz nach dem Panzer-Triebwagen 16 setzte sich der Panzerzug 25 in Bewegung, welcher ihm mit Abstand folgte. Auch dieser geriet in das Feuer das Panzer und der Kommandowagen wurde schwer getroffen. Man setzte einen Hilferuf ab und der Panzerzug 11 reagierte. Doch auch dieser wurde sofort unter Feuer genommen und Bewegungsunfähig geschossen. Der durchgebrochene Panzer-Triebwagen 16 sollte nun die beiden Züge bergen, konnte aber nicht mehr über die Nida-Brücke fahren, da diese von deutschen Pionieren bereits gesprengt wurde. Nach Einbruch der Nacht wurden die Panzerzüge kampfunfähig gemacht und von der Besatzung verlassen. Diese konnte sich bis zu den deutschen Stellungen durchschlagen.
Daraufhin deckte der Panzer-Triebwagen 16 die Straßen- und Eisenbahnkreuzung bei Jędrzejów und fuhr danach weiter in Richtung Jędrzejów. Am 20. Januar beteiligte er sich bei Szczakowa an Kämpfen, um sowjetische Truppen aufzuhalten. Bei diesen Kämpfen wurde er beschädigt und sollte umgehend ins Reichsbahn-Ausbesserungswerk Gleiwitz fahren. Aufgrund der vorrückenden sowjetischen Kräfte, wurde dieses Vorhaben abgebrochen und der Panzer-Triebwagen verlegte ins Reichsbahn-Ausbesserungswerk Wittenberge.
Am 19. Februar waren die Reparaturen abgeschlossen und am 20. Februar war der Panzer-Triebwagen wieder an der Front. Als am 16. April die sowjetischen Truppen an der Oder und Neiße zu einer weiteren Offensive antraten, befand sich der Panzer-Triebwagen 16, zusammen mit dem Panzerzug 65, dem Streckenschutzzug 83, dem Panzer-Triebwagen 21 und dem Panzer-Triebwagen 22 im Bereich um Frankfurt an der Oder. Sie nahmen an den Abwehrkämpfen im Bereich Rosengarten und Booßen teil und konnten vorerst die Stellungen halten. Am 19. April, vor dem Durchbruch bei den Seelower Höhen, zog sich die Kampfgruppe in Richtung Berlin zurück und stand am 20. April in Erkner.
Am 22. April wurde der Panzer-Triebwagen 16 aus der Kampfgruppe ausgegliedert und in den Raum Neuruppin und Kremmen stationiert. Dort bildete er zusammen mit dem Streckenschutzzug 350 eine neue Kampfgruppe und wurde in Beetz-Sommerfeld stationiert. Am 27. April wurden die beiden Fahrzeuge nach Radensleben zurückgenommen. Der Streckenschutzzug 350 wurde weiter nach Westen verlegt und in die Kampfgruppe um den Panzerzug 65 eingegliedert. Der Panzer-Triebwagen 16 verblieb als Nachhut vor Ort.
Am 1. Mai 1945 wurde der Panzer-Triebwagen südlich von Neustadt an der Dosse von der 1. polnischen Armee erbeutet, allerdings ohne die Panzerjägerwagen.

## Einsatz bei den polnischen Streitkräften

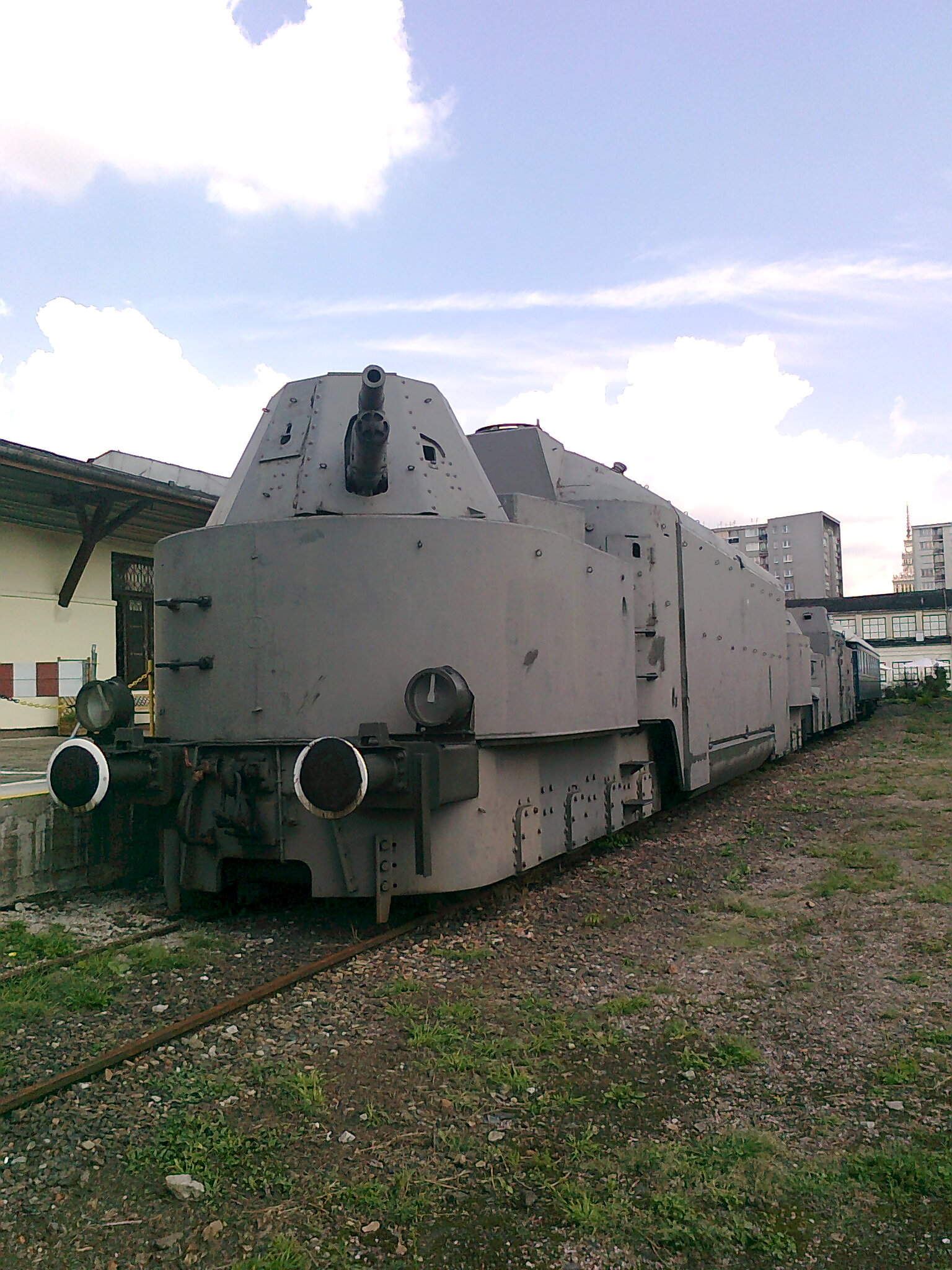
Der Panzer-Triebwagen 16 im Eisenbahnmuseum Warschau

Nach der Gründung der Republik Polen entbrannten im Südosten heftige Kämpfe mit nationalistischen ukrainischen Kräften. Diese stritten für die Unabhängigkeit ihres Landes und wollten durch Anschläge und Überfälle den Eisenbahnverkehr lahmlegen. Aufgrund dessen stellte die Polnische Volksarmee eine Reihe von Panzerzügen in Dienst. dazu suchte man im ganzen Land geeignetes Material zusammen, wobei hauptsächlich deutsches Rollmaterial genutzt wurde. Für den regulären Panzerzug wurde dafür der Panzer-Triebwagen 16 genutzt. Ihm wurden zwei weitere Artilleriewagen zugeteilt, welche ursprünglich vom Panzerzug 24 oder Panzerzug 25 stammten.
1950 wurde es nach einer Instandsetzung mit der Nummer 870027 in den Bestand der PKP eingereiht. 
Bis ins Jahr 1974 setzte die Polnische Volksarmee diesen Panzerzug ein. Danach wurde der Panzer-Triebwagen 16 herausgelöst und ins Eisenbahnmuseum Chabówka gebracht.

## Museale Rezeption
Als eines der wenigen erhaltenen gepanzerten Schienenfahrzeuge der Wehrmacht, befindet sich der Panzer-Triebwagen 16 heute im Eisenbahnmuseum Warschau.

## Zugpersonal
Die Besatzung des Panzer-Triebwagen bestand aus 21 Soldaten.
- ein Panzer-Triebwagenkommandant (Artillerie-Offizier)
  - Panzer-Triebwagenkommandant Oberleutnant Heinrich Patzner (27. Januar 1944 – 12. Januar 1945)[8]
  - Panzer-Triebwagenkommandant Leutnant Georg Kliesing (12. Januar 1945 – Februar 1945)[8]
  - Panzer-Triebwagenkommandant Oberleutnant Heinrich Patzner (Februar 1945 – Mai 1945)[8]
- ein stellvertretender Panzer-Triebwagenkommandant (Artillerie-Offizier)
  - Panzer-Triebwagenkommandant Leutnant Georg Kliesing (27. Januar 1944 – 12. Januar 1945)[8]
- zwei Geschützführer (Unteroffizier)
- ein Richtunteroffizier
- zwei Richtkanoniere
- sechs Kanoniere (mit Waffenmeister-Gehilfe und Funker)
- ein Maschinengewehr-Führer (Unteroffizier)
- drei Maschinengewehrschützen (mit Melder und Feldkoch)
- zwei Triebwagenführer (Unteroffizier) (einer davon Motorenschlosser)
- ein Funkunteroffizier (Feldwebel)
- ein Funker
- ein Sanitäts-Unteroffizier